# دل مجنون
دل مجنون، نام آلبومی است با صدای محمدرضا شجریان که در بیات ترک و افشاری در تابستان ۱۳۶۹ اجرا شده‌است.

## شرح

### هنرمندان
- خواننده: محمدرضا شجریان
- صدابردار: ایرج حقیقی
- طرح: هوشنگ امیراردلان
- خوشنویسی: محمد حیدری

#### همنوازان
- داریوش پیر نیاکان: سه تار
- جمشید عندلیبی: نی
- مرتضی اعیان: تنبک

### فهرست

#### روی الف
- پیش‌درآمد
  - جمشید عندلیبی
- چهار مضراب:
  - داریوش پیرنیاکان
- ساز و آواز (بیات ترک) غزل از سعدی
- تصنیف صنما غزل از مولانا
  - آهنگ شجریان

#### روی ب
- قطعهٔ کردی دردل، داریوش پیرنیاکان
- ساز و آواز (افشاری) غزل از حافظ
- تصنیف دل مجنون مثنوی مولانا
  - آهنگ شجریان
- ساز و آواز (افشاری)، مثنوی مولانا
- تصنیف یعنی چه، غزل از حافظ
  - آهنگ شجریان
- رنگ: پیرنیاکان

## ترانه

### ای پیک پی خجسته که داری نشان دوست
آواز بیات ترک، شعر از سعدی

(جمله اول درآمد بیات ترک)

| ای پیک پی خجسته که داری نشان دوست |  |                                 |
| ای پیک پی خجسته که داری نشان دوست |  |                                 |
|                                   |  | با ما مگو به جز سخن دلنشان دوست |

(جمله دوم درآمد بیات ترک)

حال از دهان دوست شنیدن چه خوش بود
یا از دهان آن که شنید از دهان دوست

(گشایش)

ای یار آشنا

ای یار آشنا علم کاروان کجاست
کجاست
تا سر نهیم
تا سر نهیم بر قدم ساربان دوست

(ابوَل)

دردا و حسرتا که عنانم ز دست رفت
دستم نمی‌رسد که بگیرم که عنان دوست
دستم نمی‌رسد
نمی‌رسد که بگیرم که عنان دوست

(فیلی)

رنجور عشق دوست چنانم که هر که دید
رحمت کند

رنجور عشق دوست چنانم که هر که دید
رحمت کند مگر دل نامهربان دوست

(دلکش)

گر دوست بنده را بکشد یا بپرورد
تسلیم از آن بنده و فرمان از آن دوست

(قرچه)

بی حسرت از جهان نرود هیچ‌کس به در
الا شهید عشق

بی حسرت از جهان نرود هیچ‌کس به در
الا شهید عشق به تیر از کمان دوست
(قرچه + رضوی + فرود به دلکش + بازگشت به بیات ترک)

دردا و حسرتا

دردا و حسرتا که عنانم ز دست رفت
دستم نمی‌رسد که بگیرم عنان دوست

(درآمد بیات ترک)

بعد از تو هیچ در دل سعدی گذر نکرد

بعد از تو هیچ در دل سعدی گذر نکرد
وان کیست در جهان
وان کیست در جهان که بگیرد مکان دوست